# Головчак, Олег Иванович

Оле́г Ива́нович Головча́к (укр. Олег Іванович Головчак; род. 1 марта 1951, Новичка, Ивано-Франковская область, Украинская ССР, СССР) — украинский архитектор. Член Национального союза архитекторов Украины с 1978 года. Проектирует объекты жилого, общественного и культового назначения.

## Биография
Олег Иванович Головчак родился 1 марта 1951 года в селе Новичка в Ивано-Франковской области. В 1974 году окончил архитектурный факультет Львовского политехнического института. Сразу после окончания факультета, был направлен в Тернополь, где начал работу в Тернопольском филиале института «Днипроцивильпромбуд». В 1981 году был избран секретарем Тернопольской областной организации Союза архитекторов СССР. В 1983 году Олег Иванович получил должность руководителя архитектурной группы.
В 1986 году Головчак стал главным архитектором проекта в АО «Терно-Корс», а с 1997 года является главной архитектор проектов Тернопольского коллективного творческо-производственного предприятия «Тернопильархпроект».
В период с 1990 по 1999 годы Головчак возглавлял Тернопольскую областную организацию Национального союза архитекторов Украины. В ноябре 2014 года он повторно занял эту должность.

## Основные работы
Большинство сооружений, спроектированным Олегом Головчаком, было расположённым в Тернополе. В 1977 году он в составе творческой группы архитекторов работал над интерьерами дворца культуры «Октябрь» (теперь это дворец культуры «Березиль» имени Леся Курбаса). За эту работу в творческой группе, он был награждён дипломами госстроя УССР.
30 декабря 1982 года по проекту Олега Головчака был торжественно открыто четырёхэтажное помещение Тернопольского областного краеведческого музея. За эту работу архитектор получил диплом ІХ республиканского смотра творчества молодых архитекторов Союза архитекторов СССР, который состоялся в 1985 году в Киеве.
В 1984 году было открыто новое помещение Тернопольского академического областного театра актера и куклы.
Он спроектировал жилой комплекс по улице Лучаковского в микрорайоне Дружба (1987—2003).
На протяжении 1999—2002 годов по проекту архитектора была построена Церковь святого священномученика Иосафата.
В 2000 году на улице Сечевых Стрельцов был построен епархиальный дом Тернопольско-Зборовской архиепархии УГКЦ. В этом же году напротив епархиального дома был открыт памятник митрополиту Андрею Шептицкому, совместной работы Олега Головчака и его брата, художника и скульптора Петра Головчака.
Ещё одной работой архитектора является колокольня церкви Успения Пресвятой Богородицы в городе Долина.